# Ирш (Саарбург)
Ирш (нем. Irsch) — община в Германии, в земле Рейнланд-Пфальц.
Входит в состав района Трир-Саарбург. Подчиняется управлению Саарбург. Население составляет 1524 человека (на 31 декабря 2010 года). Занимает площадь 15,21 км².